# Arnold Borowik
Arnold Borowik (ur. 4 grudnia 1923 w Czeladzi, zm. 21 września 1982 w Łodzi) – polski dziennikarz radiowy i telewizyjny, pierwszy dyrektor TVP Łódź (1956–1959).

## Życiorys
Syn Wincentego. Ukończył naukę Studium Wydziału Administracji Publicznej w Katowicach, następnie studiował na Wydziale Prawa Uniwersytetu Łódzkiego. Początkowo pracował w oddziale Polskiego Radia w Katowicach, w 1948 zaś przeniósł się do Łodzi, gdzie podjął pracę w Łódzkiej Rozgłośni Polskiego Radia. Pracował w nim m.in. jako montażysta, sprawozdawca, kierownik działu publicystyki i informacji, a także relacjonował wydarzenia polityczne i państwowe. W 1956 przez kilka miesięcy pełnił w nim funkcję redaktora naczelnego. Był także redaktorem naczelnym i organizatorem Łódzkiego Ośrodka Telewizyjnego, a także dyrektorem TVP Łódź w latach 1956–1959. W latach 1959–1981 pełnił stanowisko zastępcy redaktora naczelnego PR w Łodzi. Był również pełnomocnikiem Radiokomitetu i współtwórcą rozgłośni radiowych w Kielcach i Olsztynie. Był członkiem zarządu Wojewódzkiej Federacji Sportu w Łodzi.
Zmarł w Łodzi, pochowany w części rzymskokatolickiej Starego Cmentarza (kwatera 23A-13-16).

## Ordery i odznaczenia
- Krzyż Oficerski Orderu Odrodzenia Polski (1980)[5][8]
- Krzyż Kawalerski Orderu Odrodzenia Polski[5][6]
- Złoty Krzyż Zasługi[6]
- Srebrny Krzyż Zasługi (1954)[3]
- Medal 10-lecia Polski Ludowej (1955)[9]
- Honorowa Odznaka Województwa Łódzkiego[5]

## Nagrody
- Nagroda Komitetu ds. Radia i Telewizji (1981) za osiągnięcia w dziedzinie twórczości radiowej i telewizyjnej z Łódzkiej Rozgłośni Polskiego Radia[10]
- Nagroda Województwa Łódzkiego[5]